# Antonio Stefanizzi
Antonio Stefanizzi SJ (* 18. September 1917 in Matino, Apulien; † 4. April 2020 in Rom) war ein italienischer Jesuit und Medienmanager sowie von 1953 bis 1967 Direktor von Radio Vatikan.

## Leben
Stefanizzi trat der Ordensgemeinschaft der Jesuiten bei und studierte Theologie. Nach seiner Priesterweihe 1946 studierte er Mathematik und Physik an der jesuitischen Fordham University in New York, unter anderem bei Victor Franz Hess.
1953 ernannte Papst Pius XII. den damals 35-jährigen Jesuiten zum Direktor von Radio Vatikan, als zweiten Nachfolger des Gründers von Radio Vatikan, Giuseppe Gianfranceschi. In den 1950er-Jahren gründete Stefanizzi das neue Sendezentrum Santa Maria di Galeria nördlich von Rom. 1954 war er verantwortlich für die erste Funkübertragung eines Angelus-Gebets eines Papstes. 1967 gab er die Leitung des Senders ab, war aber weiterhin als technischer Leiter bis 1973 aktiv. Als Berater des Päpstlichen Rates für soziale Kommunikation war er unter anderem zusammen mit Emilio Rossi einer der Gründer des Vatikanischen Fernsehzentrums (Centro Televisivo Vaticano; CTV).
Stefanizzi unterrichtete mehrere Jahre Mathematik und Physik an der Päpstlichen Universität Gregoriana in Rom.
Sein Bruder, Angelo Stefanizzi, bekannt als „Pater Gandhi“, war langjähriger Missionar in Sri Lanka.